# Hans Nyhage
Hans Birger Nyhage (i riksdagen kallad Nyhage i Kinna), född 14 juli 1924 i Östra Frölunda församling, Älvsborgs län, död 8 oktober 2020 i Söndrums distrikt, Hallands län, var en svensk politiker (moderat) och tidigare rektor.
Nyhage var riksdagsledamot 1957–1958 och 1974–1994, invald i Älvsborgs läns södra valkrets. Han var bland annat ledamot av konstitutionsutskottet och utbildningsutskottet, ordförande för det senare 1993–1994. Han var även ledamot i Nordiska rådets svenska delegation.